# Спарта (команда КВН)
Команда КВН «Спарта» (также известна, как «Спарта-Номад» в честь спонсора, страховой группы «Nomad») — команда КВН из города Астана, Казахстан. Чемпион Высшей лиги КВН 2017 года. Первая команда из Казахстана, выигравшая главную лигу Клуба весёлых и находчивых.

## История
Участники команды играли за разные школьные команды с восьмого класса. Впоследствии из этих команд собралась сборная города Астана, в которую входило около 25 человек. Однако вскоре некоторые КВНщики решили пойти против всех и отколоться от коллектива, создав свою команду, которая получила название «Спарта». По словам участника команды Бауыржана Омарова такое название было выбрано поскольку команда была малочисленной, жила в спартанских условиях, и не обладала особой поддержкой. К тому же, участников вдохновил фильм «300 спартанцев».
Играть в официальных лигах «АМиК» команда начала в 2010 году в лиге «Астана», носившей тогда статус межрегиональной, и в 2011-м стала её чемпионом, параллельно отыграв сезон и в центральной Лиге Москвы и Подмосковья, где заняла второе место. После сочинского фестиваля «КиВиН 2012» команда впервые попадает в телевизионную лигу — Первую, проходившую тогда в Минске, и доходит до полуфинала. В том же году некоторые участники команды играют и в Высшей лиге за сформированную специально для сезона Сборную Казахстана, и тоже доходят до полуфинала. В 2013 году «Спарта» приглашается в Высшую украинскую лигу в Киев, в сезон, ставший для этой лиги на данный момент последним. Команда доходит до финала, где занимает второе место, уступив чемпионство будущим двукратным вице-чемпионам Высшей лиги, команде «Детективное агентство „Лунный свет“». Также, в 2013-м «Спарта» впервые появляется в эфире «Первого канала» после дебюта на фестивале «Голосящий КиВиН» в Юрмале.
В Высшую лигу КВН команда попадает в 2014 году, но сезон для неё заканчивается уже на первом этапе — 1/8-я финала. Это был единственный сезон, в котором «Спарта» не дошла до финала. По словам капитана команды Данияра Джумадилова, судьбу «Спарты» после вылета решил случай когда участник команды КВН «Астана.kz» и шоумен Малик Хасенов достал миллион тенге и поставил их на футбол. Ставка сыграла, и на полученные деньги команда смогла подать заявку на участие в новом сезоне Высшей лиги. Следующие три сезона были для команды более удачными. В 2015-м она дошла до финала, правда для этого ей нужно было пройти через утешительный полуфинал, в котором она заняла второе место и была добрана членами жюри, тем самым став шестой командой в финале. Сезон 2015 закончился для «Спарты» шестым местом в финале сезона (и она до сих пор является единственной командой, занявшей шестое место в финале Высшей лиги поскольку во втором финале с шестью участниками — 2018, была ничья за пятое место). На фестивале «Голосящий КиВиН», проходившем в том году впервые в Светлогорске, «Спарта» получает своего первого КиВиНа — большого в светлом (второе место).
В сезоне 2016 года «Спарта» вновь доходит до финала, на этот раз без доборов, но и не занимая первых мест, и становится вице-чемпионом, уступив первое место бишкекской «Азии MIX», ставшей первым чемпионом КВН из Средней Азии. В 2017 году «Спарта» решается на четвёртый сезон в Высшей лиге КВН. За команду начинает играть участница команды «Каzахи» Гульнара Сильбаева. Сезон для команды начинается удачно и она занимает первое место в 1/8-й финала, а потом и в четвертьфинале. Летом 2017-го «Спарта» выигрывает музыкальный фестиваль в Светлогорске и получает КиВиНа в золотом. В финал команда проходит со второго (проходного) места в полуфинале, разделив его с «Плюшками имени Ярослава Мудрого» и уступив первое место Сборной Большого московского государственного цирка. В финале «Спарта» получает максимум за приветствие, но после конкурса «разминка» уступает 0,1 балла ярославской команде «Радио Свобода», также играющей свой третий финал подряд. За СТЭМ обе команды получают максимальный балл, и отрыв в 0,1 балла остаётся, однако после музыкального номера (последнего конкурса игры) «Спарта» всё таки выходит вперёд, обойдя ярославцев на 0,4 балла. В этом конкурсе команда выступила с представителями всех команд КВН Казахстана, игравших когда-либо в Высшей лиге, начиная с «Казахстанского проекта» (сезон 2000). За победу в Высшей лиге команда удостоилась премии за вклад в развитие Астаны «Елорда Жұлдызы».
Летом 2018 года команда участвует в игре на Летний кубок чемпионов в Сочи в тандеме с вице-чемпионами «Радио Свобода». Несмотря на ничейный результат в конце игры, жюри решает добавить «одну тысячную балла» соперникам, командам «Азия MIX» и «Русская дорога», и объявляет победителями их. Выиграть Летний кубок чемпионов у «Спарты» получилось со второй попытки после того, как летом 2019 года команда обыграла чемпионов 2018 «Вятку» и «Раис».
С 2021 года участники «Спарты» участвуют в проектах ТНТ «Игра», «Концерты» и «Звёзды» в качестве команды «Астана».

## Состав
- Данияр Джумадилов — капитан
- Бауыржан Омаров
- Олжас Рымбаев
- Дидар Джексеков
- Адильхан Мажит
- Еркебулан Мырзабек
- Гульнара Сильбаева
- Алмас Нуртаза
- Артём Примак
- Гинаят Ахметов